# NOD2
NOD2 (em inglês: nucleotide-binding oligomerization domain containing 2) é uma proteína que desempenha um importante papel no sistema imune.
Em 2009, pesquisadores da Universidade do Texas, publicaram na revista científica Nature Immunology, que esta proteína organiza a defesa contra vários tipos de gripe, inclusive a causada pelo vírus H1N1.

## Leitura de apoio
- Punchard NA (2002). «Overview: Nod2, cause of, or contributor to, Crohn's disease.». Current opinion in investigational drugs (London, England : 2000). 2 (10): 1378–81. PMID 11890351
- Satsangi J, Morecroft J, Shah NB, Nimmo E (2003). «Genetics of inflammatory bowel disease: scientific and clinical implications.». Best practice & research. Clinical gastroenterology. 17 (1): 3–18. PMID 12617879. doi:10.1053/bega.2002.0349
- Rosenbaum JT, Planck SR, Davey MP;  et al. (2003). «With a mere nod, uveitis enters a new era.». Am. J. Ophthalmol. 136 (4): 729–32. PMID 14516815. doi:10.1016/S0002-9394(03)00569-5
- Kurokawa T, Kikuchi T, Ohta K;  et al. (2003). «Ocular manifestations in Blau syndrome associated with a CARD15/Nod2 mutation.». Ophthalmology. 110 (10): 2040–4. PMID 14522785. doi:10.1016/S0161-6420(03)00717-6
- Girardin SE, Hugot JP, Sansonetti PJ (2004). «Lessons from Nod2 studies: towards a link between Crohn's disease and bacterial sensing.». Trends Immunol. 24 (12): 652–8. PMID 14644139. doi:10.1016/j.it.2003.10.007
- Newman B, Siminovitch K (2004). «Inflammatory bowel disease: Crohn's disease and the success of NODern genetics.». Clinical and investigative medicine. Médecine clinique et experimentale. 26 (6): 303–14. PMID 14690304
- Oostenbrug LE, van Dullemen HM, te Meerman GJ, Jansen PL (2004). «IBD and genetics: new developments.». Scand. J. Gastroenterol. Suppl. (239): 63–8. PMID 14743885
- Kambe N, Nishikomori R, Kanazawa N (2005). «The cytosolic pattern-recognition receptor Nod2 and inflammatory granulomatous disorders.». J. Dermatol. Sci. 39 (2): 71–80. PMID 15927452. doi:10.1016/j.jdermsci.2005.04.001
- Newman B, Siminovitch KA (2005). «Recent advances in the genetics of inflammatory bowel disease.». Curr. Opin. Gastroenterol. 21 (4): 401–7. PMID 15930978
- Martinon F, Tschopp J (2006). «NLRs join TLRs as innate sensors of pathogens.». Trends Immunol. 26 (8): 447–54. PMID 15967716. doi:10.1016/j.it.2005.06.004
- Strober W, Murray PJ, Kitani A, Watanabe T (2006). «Signalling pathways and molecular interactions of NOD1 and NOD2.». Nat. Rev. Immunol. 6 (1): 9–20. PMID 16493424. doi:10.1038/nri1747
- Cavanaugh J (2006). «NOD2: ethnic and geographic differences.». World J. Gastroenterol. 12 (23): 3673–7. PMID 16773683
- Hugot JP (2006). «CARD15/NOD2 mutations in Crohn's disease.». Ann. N. Y. Acad. Sci. 1072: 9–18. PMID 17057186. doi:10.1196/annals.1326.011
- Vignal C, Singer E, Peyrin-Biroulet L;  et al. (2007). «How NOD2 mutations predispose to Crohn's disease?». Microbes Infect. 9 (5): 658–63. PMID 17379562. doi:10.1016/j.micinf.2007.01.016
- Quaglietta L, te Velde A, Staiano A;  et al. (2007). «Functional consequences of NOD2/CARD15 mutations in Crohn disease.». J. Pediatr. Gastroenterol. Nutr. 44 (5): 529–39. PMID 17460484. doi:10.1097/MPG.0b013e31803815ee
- van der Linde K, Boor PP, Houwing-Duistermaat JJ;  et al. (2007). «CARD15 mutations in Dutch familial and sporadic inflammatory bowel disease and an overview of European studies.». European journal of gastroenterology & hepatology. 19 (6): 449–59. PMID 17489054. doi:10.1097/01.meg.0000236887.44214.6a